# Enrique I (Obispo de Augsburgo)
Enrique I († 14 de julio de 982, junto a Crotona (Calabria), Italia), hijo de Burcardo, margrave de Austria, y de una hija de nombre desconocido del duque luitpoldinga de Baviera, Arnulfo el Malo, fue el obispo de Augsburgo desde 973 hasta su muerte en la batalla de Stilo. Sucedió al largo episcopado de casi 50 años de San Ulrico, y a diferencia de Ulrico, Enrique mantuvo una mala relación con sus vasallos del episcopado y una actitud belicosa en el Sacro Imperio.

## Biografía
Enrique llegó a ser el sucesor de San Ulrico en el Obispado de Augsburgo en 973 por las intrigas de sus familiares, conectados con el Ducado de Baviera (su madre era hermana de Judith, la esposa del duque Enrique I de Baviera, hermano del emperador de la dinastía sajona Otón I).
Enrique I de Augsburgo se alió con sus primos, el hijo de Enrique I de Baviera, Enrique II el Pendenciero, duque de Baviera y el duque luitpoldinga Enrique I de Carintia en la llamada "Revuelta de los tres Enriques" (977-978) contra el emperador Otón II, el Sanguinario. La revuelta fue sofocada por el propio emperador, en ese momento en campaña contra Boleslao II de Bohemia, y por su sobrino, Otón I, duque de Suabia y Baviera, que había sustituido a Enrique el Pendenciero en el Ducado de Baviera el año 976, cuando el emperador Otón II sofocó una revuelta anterior del padre del obispo Enrique, Burcardo y de su señor feudal, Enrique el Pendenciero.
El levantamiento fracasó porque los ejércitos del duque Otón I y del emperador Otón II coparon a los tres Enriques en Passau, que fue sitiada y rendida. El obispo Enrique se sometió voluntariamente al tribunal de justicia, que se celebró en la Semana Santa de 978 en la corte imperial de Magdeburgo, donde sus primos fueron condenados a perder sus señoríos y al destierro. Enrique I de Carintia perdió su ducado, que el emperador cedió a Otón, hijo de Conrado el Rojo, el duque de Lotaringia que murió en la Batalla de Lechfeld el 10 de agosto de 955.
Enrique fue condenado a pasar recluido en la Abadía de Werden bajo custodia de su abad Liudolfo, pero el emperador le liberó a los tres meses por la petición del clero de su diócesis de Augsburgo. Enrique se ocupó en los años siguientes de su diócesis, que había sufrido sus ambiciones políticas. Entre los años 979 y 980 fue en peregrinación a Roma, probablemente una peregrinación penitenciaria impuesta por el perdón de su condena. 
Enrique se mostró leal desde entonces al emperador, y cuando Otón II el Sanguinario convocó en 981 a un ejército germano de 2100 hombres de caballería pesada a Italia para luchar contra los musulmanes del Emirato de Sicilia que estaban invadiendo Calabria, entre ellos estuvo el obispo Enrique y 100 caballeros de su diócesis. En la batalla de Stilo, cerca de Crotona, el 13 de julio de 982, el ejército imperial fue derrotado por los sarracenos y el emperador Otón escapó por poco, disfrazado de mercader en un barco bizantino: Enrique se encontró entre los caídos o desaparecidos.
En su testamento, el obispo legó a su iglesia de Augsburgo sus posesiones como conde de Geisenhausen (Baviera), heredadas de su padre.